# 片山大介
片山 大介（かたやま だいすけ、1966年10月6日 - ）は、日本の政治家、ジャーナリスト。日本維新の会所属の参議院議員（2期）。日本維新の会国会議員団政務調査会長代行・参議院政策審議会長。前兵庫維新の会代表。
父は総務大臣や自由民主党参議院幹事長、日本維新の会共同代表等を歴任した片山虎之助。

## 来歴
岡山県笠岡市生まれ。東京都世田谷区立船橋小学校、同船橋中学校、東京都立青山高等学校、慶應義塾大学理工学部管理工学科卒業。
大学卒業後、日本放送協会（NHK）に入局。水戸放送局、福島放送局勤務を経て、報道局社会部に配属され、警察や皇室の担当記者を務める。その傍ら、早稲田大学大学院公共経営研究科に入学し、地方自治を専攻した。修士論文のテーマは「TPP時代の日本農業の活路」。
2015年11月、NHKを退職。
2016年、第24回参議院議員選挙におおさか維新の会公認で、兵庫県選挙区（定数3）から出馬した。兵庫県選挙区には自由民主党現職の末松信介、民進党現職の水岡俊一ら7人が出馬したが、末松、公明党の伊藤孝江に次ぐ得票数3位で初当選した。なお、同選挙には父・虎之助もおおさか維新の会公認で比例区から出馬し、5期目の当選を果たした。
2022年7月の第26回参議院議員選挙で、得票数1位で2選を果たした。
12月、兵庫維新の会（維新の兵庫県総支部）代表の室井邦彦が、同月31日の任期満了をもって退任を表明。このため、初の代表選が実施され、同月18日の所属議員らによる投開票の結果、片山が掘井健智衆議院議員を破り、新代表に選出された（片山：68票、堀井：40票）。任期は2023年1月から1年。
2023年12月17日、任期満了に伴う兵庫維新の会代表選において、片山が市村浩一郎衆議院議員を破り、代表に再選された（片山：55票、市村：51票）。任期は2024年1月から2年。
2024年11月24日、前月の第50回衆議院議員総選挙や、11月の兵庫県知事選挙の結果を踏まえ、同年末をもって兵庫維新の会の代表を辞任すると表明した。
12月9日、党国会議員団政務調査会長代行・参議院政策審議会長に就任。

## 政策・主張

### 憲法
- 憲法改正について、2022年のNHK、毎日新聞社のアンケートで「賛成」と回答[15][16]。
- 9条改憲について、2022年の毎日新聞社のアンケートで「改正して、自衛隊の存在を明記すべきだ」と回答[16]。9条への自衛隊の明記について、2022年のNHKのアンケートで「賛成」と回答[15]。
- 憲法を改正し緊急事態条項を設けることについて、2022年のNHKのアンケートで「賛成」と回答[15]。

### 外交・安全保障
- 敵基地攻撃能力を持つことについて、2022年のNHKのアンケートで「どちらかといえば賛成」と回答[15]。同年の毎日新聞社のアンケートで「賛成」と回答[16]。
- 普天間基地の辺野古移設について、2022年の毎日新聞社のアンケートで「どちらかといえば賛成」と回答[16]。
- 非核三原則についてどう考えるかとの問いに対し、2022年のNHKのアンケートで回答しなかった[15]。
- ロシアは2022年2月24日、ウクライナへの全面的な軍事侵攻を開始した[17]。日本政府が行ったロシアに対する制裁措置についてどう考えるかとの問いに対し、2022年のNHKのアンケートで「さらに強めるべきだ」と回答[15]。同年の毎日新聞社のアンケートで「制裁をより強めるべきだ」と回答[16]。
- 2022年6月7日、政府は経済財政運営の指針「骨太方針」を閣議決定した。NATO加盟国が国防費の目標としている「GDP比2％以上」が例示され、防衛力を5年以内に抜本的に強化する方針が明記された[18]。「防衛費を今後どうしていくべきだと考えるか」との問いに対し、2022年のNHKのアンケートで「大幅に増やすべき」と回答[15]。
- 徴用工訴訟問題や慰安婦問題などをめぐり日韓の対立が続くなか、関係改善についてどう考えるかとの問いに対し、2022年の毎日新聞社のアンケートで「韓国政府がより譲歩すべきだ」と回答[16]。

### ジェンダー
- 選択的夫婦別姓制度の導入について、2022年のNHKのアンケートで「賛成」と回答[15]。
- 同性婚を可能とする法改正について、2022年のNHKのアンケートで「賛成」と回答[15]。
- クオータ制の導入について、2022年のNHKのアンケートで「反対」と回答[15]。

### その他
- アベノミクスについて、2022年の毎日新聞社のアンケートで「評価するが、修正すべきだ」と回答[16]。
- 「原子力発電への依存度を今後どうするべきか」との問題提起に対し、2022年のNHKのアンケートで「下げるべき」と回答[15]。
- 国会議員の被選挙権年齢の引き下げについて、2022年の毎日新聞社のアンケートで「賛成」と回答[16]。
- 「岸田文雄首相の政権運営をどの程度評価するか」との問いに対し、2022年のNHKのアンケートで「あまり評価しない」と回答[15]。

## 人物
- 身長は170cm、体重は65kg、血液型はA型[3]。
- 家族は、妻、長男、次男、三男[3]。
- 趣味は、野球、街歩き[3]。
- 大の野球好き。仕事の合間を縫って、子どもの少年野球で教えている[3]。
- ビートルズの大ファン[3]。
- 好きな言葉は、『信なくば立たず』[3]。
- 好きな映画は、アクションやサスペンス[3]。トム・クルーズ主演の『ミッション・インポッシブル』シリーズは欠かさず見ているという[3]。

## 所属団体・議員連盟
- 国際基準のタバコ対策を推進する議員連盟[19]

## 選挙歴
| 当落 | 選挙                     | 執行日         | 年齢 | 選挙区       | 政党             | 得票数     | 得票率 | 定数 | 得票順位 /候補者数 | 政党内比例順位 /政党当選者数 |
| ---- | ------------------------ | -------------- | ---- | ------------ | ---------------- | ---------- | ------ | ---- | ------------------ | ---------------------------- |
| 当   | 第24回参議院議員通常選挙 | 2016年07月10日 | 49   | 兵庫県選挙区 | おおさか維新の会 | 53万1165票 | 21.79% | 3    | 3/7                | /                            |
| 当   | 第26回参議院議員通常選挙 | 2022年07月10日 | 55   | 兵庫県選挙区 | 日本維新の会     | 65万2384票 | 28.34% | 3    | 1/13               | /                            |